# Księga Ksiąg
Księga Ksiąg (ang. Superbook) – animowany biblijny serial telewizyjny wyprodukowany przez Christian Broadcasting Network we współpracy ze studiami animacji z regionu Azji i Pacyfiku oraz z lokalnymi partnerami, takimi jak Tokyo MX i Word of Life Press Ministries z Japonii. 
W większości jest remakiem (czyt. rimejkiem), czyli ponowną, nowocześniejszą wersją japońskiego serialu Superksięga tworzonego w latach 1981-1983, który wielokrotnie był emitowany w języku polskim na antenie Telewizja Trwam. W języku angielskim zachowano nawet ten sam tytuł dla produkcji. Spora część odcinków Księgi Ksiąg posiada identyczną lub bardzo zbliżoną fabułę i te same tytuły epizodów, które zaczerpięte zostały z tłumaczeń przygotowanych dla wersji anglojęzycznej pierwowzoru. Niezmieniono również imion głównych bohaterów. Producenci nowej serii poszerzyli ją o 20 zupełnie nowych historii, stworzonych jako reboot (czyt. ribut). 
Premiera Księgi Ksiąg w Polsce miała miejsce 25 grudnia 2016 roku na antenie TVP ABC. Serial był też emitowany w TVP1, TVP Polonia oraz TBN Polska. Składa się on z pięciu serii. Wszystkie odcinki w języku polskim są dostepne w formie płyt DVD. Trzy pierwsze serie są bezpłatnie dostępne po polsku w serwisie YouTube. Polski dubbing do produkcji został stworzony przez działające w Wiśle Studio DR. 

## Oryginalny dubbing
- Samuel Vincent - Christopher "Chris" J. Quantum
- Shannon Chan-Kent - Joy Pepper
- Cathy Weseluck - Gizmo
- Colin Murdock - Księga Ksiąg
- Jan Rabson - professor Crispin Quantum
- Nicole Oliver - Phoebe Quantum

## Lista odcinków[8]

### Seria I
1. Na początku (In The Beginning)
2. Próba! (The Test)
3. Jakub i Ezaw (Jacob and Esau)
4. Wypuść mój lud (Exodus: Let My People Go!)
5. Dziesięć przykazań (The Ten Commandments)
6. Olbrzymia przygoda (A Giant Adventure)
7. W lwiej jamie	(Roar!)
8. Pierwsze Święta Bożego Narodzenia	(The First Christmas)
9. Cuda Jezusa (Miracles of Jesus)
10. Ostatnia Wieczerza (The Last Supper)
11. On zmartwychwstał (He Is Risen!)
12. W drodze do Damaszku (The Road to Damascus)
13. Bitwa ostateczna!	(Revelation!: The Final Battle!)

### Seria II
1. Jonasz (Jonah)
2. Józef i sen Faraona (Joseph and the Pharaoh's Dream)
3. Próba ogniowa	(The Fiery Furnace!)
4. Rachab i mury Jerycha	(Rahab and the Walls of Jericho)
5. Estera (Esther: For Such a Time as This)
6. Jan Chrzciciel (John the Baptist)
7. Paweł i katastrofa morska	(Paul and the Shipwreck)
8. Hiob (Job)
9. Arka Noego (Noah and the Ark)
10. Gedeon (Gideon)
11. Zaparcie się Piotra (Peter's Denial)
12. Syn marnotrawny (The Prodigal Son)
13. Wieża Babel (The Tower of Babel and the Day of Pentecost)

### Seria III
1. Rut (Ruth)
2. Eliasz i prorocy Baala (Elijah and the Prophets of Baal)
3. Narodziny Jana Chrzciciela (The Birth of John the Baptist)
4. Izaak i Rebeka (Isaac & Rebekah)
5. Naaman (Naaman and the Servant Girl)
6. Samuel i Boże Powołanie (Samuel and the Call of God)
7. Dawid i Saul (David and Saul)
8. Nehemiasz	(Nehemiah)
9. Elizeusz i Aramejczycy (Elisha and the Syrians)
10. Łazarz (Lazarus)
11. Król Salomon (King Solomon)
12. Daniel i Sen Króla Nabuchodonozora (Nebuchadnezzar's Dream)
13. Miłosierny Samarytanin (The Good Samaritan)

### Seria IV
1. Jezus karmi głodnych (Jesus Feeds the Hungry)
2. Piotr i Korneliusz (Peter and Cornelius)
3. Paweł i Sylas (Paul and Silas)
4. Świątynia Salomona (Solomon's Temple)
5. Ucieczka Piotra (Peter's Escape)
6. Jezus uzdrawia niewidomych (Jesus Heals the Blind)
7. Jozue i Kaleb	(Joshua and Caleb)
8. Eliasz i uboga wdowa (Elijah and the Widow)
9. Naucz nas się modlić (Teach Us to Pray)
10. Jeremiasz	(Jeremiah)
11. Jezus na pustyni (Jesus in the Wilderness)
12. Paweł i Barnaba (Paul and Barnabas)
13. Filip	(Philip)

### Seria V[9]
1. Narodziny Mojżesza (The Birth of Moses)
2. Nikodem (Nicodemus)
3. Zacheusz (Zacchaeus)
4. Kazanie na Górze (The Sermon on the Mount)
5. Izajasz (Isaiah)
6. Ochrzczony (Baptized)
7. Jezus - przyjaciel grzeszników (Jesus – Friend of Sinners)
8. Paweł zachowuje wiarę (Paul Keeps the Faith)
9. Kochaj swoich nieprzyjaciół (Love Your Enemies)
10. Paweł i nieznany Bóg - cz. 1 (Defending Your Faith, part 1)
11. Paweł i nieznany Bóg - cz. 2 (Defending Your Faith, part 2)
12. Niewierny Tomasz (Doubting Thomas)
13. Obietnica Dziecięcia (The Promise of a Child)
14. Uratowany (Rescued!)
15. Biblijni bohaterowie (Heroes of the Bible)
16. Wdowi grosz (The Widow's Mite)